# Lachau
Lachau ist eine französische Gemeinde mit 221 Einwohnern (Stand 1. Januar 2022) in der Region Auvergne-Rhône-Alpes. Sie gehört zum Département Drôme, zum Arrondissement Nyons und zum Kanton Nyons et Baronnies. Sie grenzt im Norden an Ballons, im Nordosten an Salérans, im Osten an Éourres, im Südosten an Curel, im Südwesten an Montfroc und im Westen an Eygalayes.

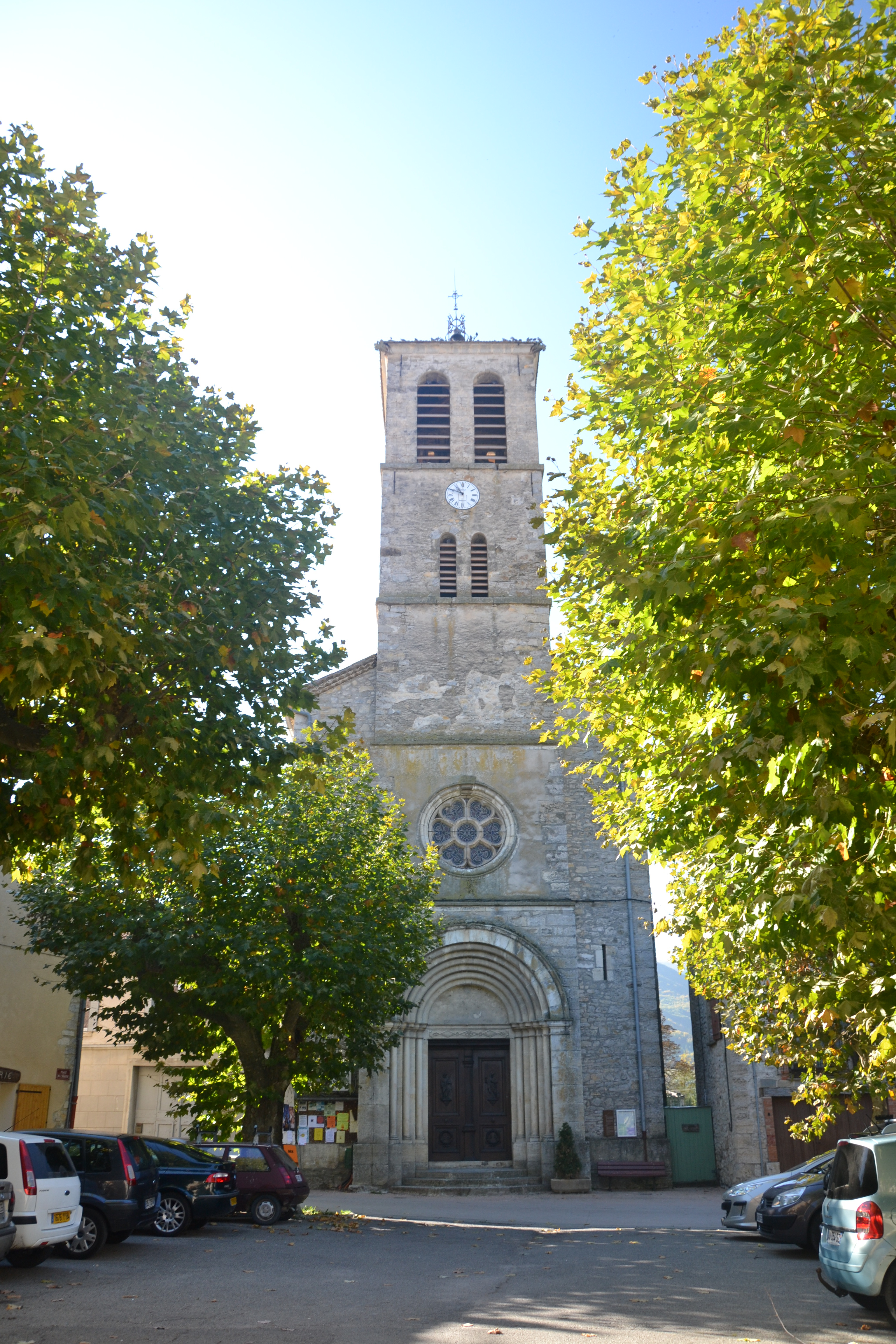
Kirche Notre-Dame-de-l’Assomption
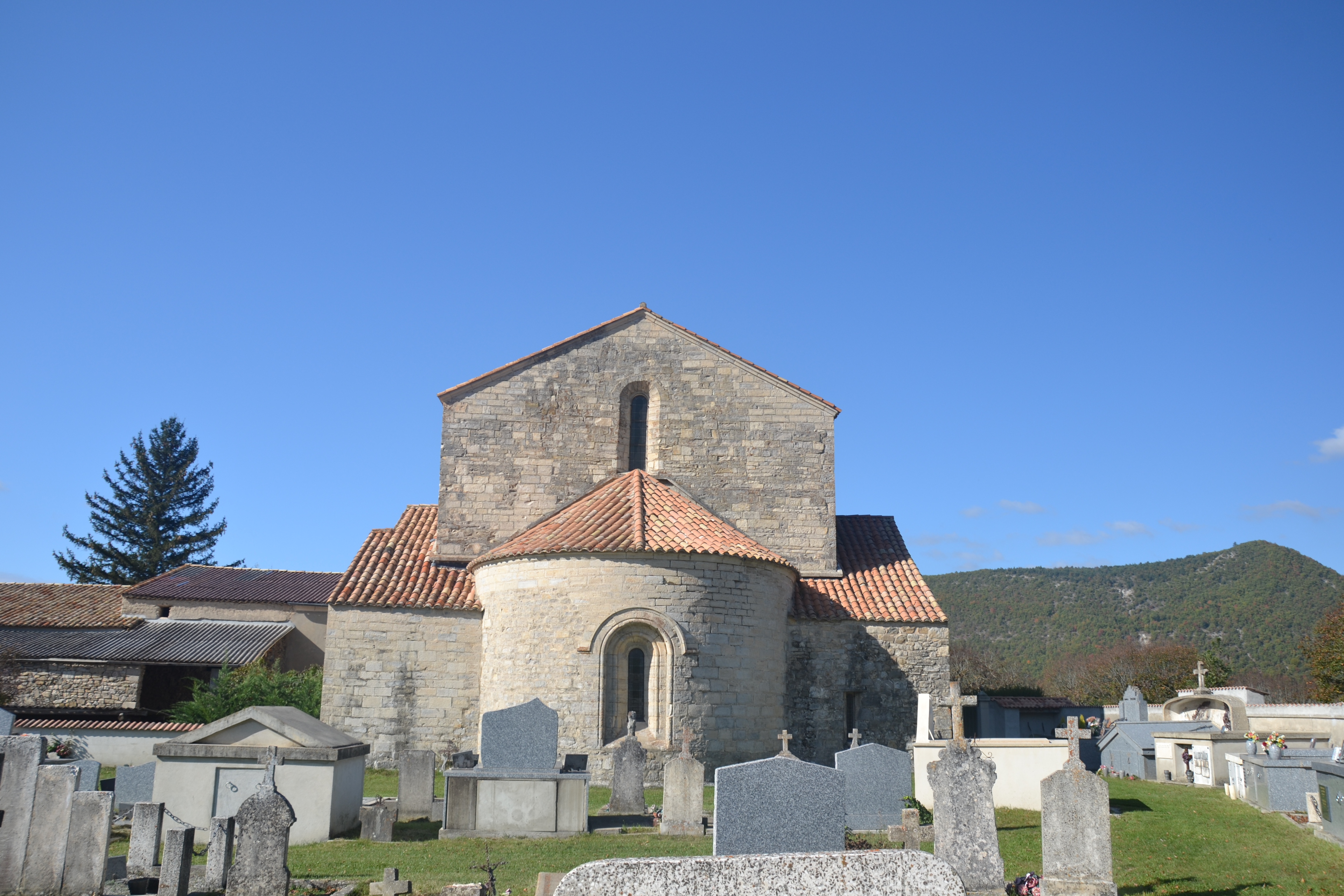
Kirche Notre-Dame-de-Calma

## Bevölkerungsentwicklung
| Jahr                       | 1962 | 1968 | 1975 | 1982 | 1990 | 1999 | 2008 | 2018 |
| -------------------------- | ---- | ---- | ---- | ---- | ---- | ---- | ---- | ---- |
| Einwohner                  | 217  | 217  | 225  | 234  | 190  | 225  | 206  | 236  |
| Quellen: Cassini und INSEE |      |      |      |      |      |      |      |      |